# Matthias Mayr (Eishockeyspieler)
Matthias Mayr (* 9. April 1989 in Garmisch-Partenkirchen) ist ein ehemaliger deutscher Eishockeyspieler, der zuletzt beim TSV Farchant spielte.

## Karriere
Mayr durchlief zunächst alle Jugendabteilungen beim SC Riessersee und spielte in der Saison 2004/05 in der DNL-Mannschaft. In den weiteren fünf Jahren absolvierte Mayr eine Ausbildung zum Elektriker und spielte in der SC Riessersee Amateurmannschaft in der Bezirksliga. In der Saison 2010/11 wurde er in die 1. Mannschaft bestellt und konnte mit dem SC Riessersee den Oberliga-Meistertitel gewinnen und so in die 2. Eishockey-Bundesliga aufsteigen.
Mayr arbeitet, trotz seiner Eishockeyverpflichtungen, weiterhin als Elektriker, wenn auch nur halbtags.

Während der Saison 2012/13 fand Mayr unter Trainer Axel Kammerer keinen festen Platz im Team des SC Riessersee, weshalb er zum Oberligisten EV Füssen ausgeliehen wurde um mehr Spielpraxis zu erhalten.
Im Mai 2013 wurde bekannt, dass Mayr zusammen mit Martin Pfohmann zum Oberligisten EV Füssen wechseln wird.

## Erfolge und Auszeichnungen
- 2011 Oberliga-Meister und Aufstieg in die 2. Bundesliga mit dem SC Riessersee

## Karrierestatistik
(Legende zur Spielerstatistik: Sp oder GP = absolvierte Spiele; T oder G = erzielte Tore; V oder A = erzielte Assists; Pkt oder Pts = erzielte Scorerpunkte; SM oder PIM = erhaltene Strafminuten; +/− = Plus/Minus-Bilanz; PP = erzielte Überzahltore; SH = erzielte Unterzahltore; GW = erzielte Siegtore; 1 Play-downs/Relegation; Kursiv: Statistik nicht vollständig)